# The Amazing Spider-Man
The Amazing Spider-Man è una serie a fumetti edita negli Stati uniti dalla Marvel Comics in cui vengono pubblicate le storie dell'Uomo Ragno; ha esordito nel marzo del 1963 presentando nel primo numero la seconda storia in assoluto del personaggio. Nonostante negli anni siano nate altre collane dedicate al personaggio, è considerata la testata principale sulla quale sono stati pubblicati eventi fondamentali della saga del personaggio. La collana è stata pubblicata ininterrottamente fino al 1998 per 442 numeri e negli anni è stata ripresa più volte ed è tuttora pubblicata. È una delle serie a fumetti più vendute di sempre avendo alcuni numeri superato tirature di 500 000 copie. La copia originale del primo numero ha raggiunto quotazioni di 60.000 $ nel 2017. Oltre alla serie ufficiale, il personaggio è comparso come protagonista o comprimario in molte altre testate come Spectacular Spider-Man, Web of Spider-Man o Marvel Team-Up.

## Storia editoriale

### Volume 1, 2 e ripresa del volume 1[9]
The Amazing Spider-Man è la continuazione della collana Amazing Fantasy in cui nel n. 15 venne pubblicata la prima storia dell'Uomo Ragno che riscosse un successo tale da convincere l'editore a dedicargli una propria testata ma per poterlo fare la Marvel fu costretta a chiudere Amazing Fantasy a causa di alcune limitazioni imposte dal distributore che vincolava la Marvel a produrre solo un dato numero di serie e quindi per pubblicarne una nuova era necessario chiuderne un'altra. Quindi nel primo numero della nuova serie, The Amazing Spider-Man (Vol. 1), venne pubblicata la seconda storia in assoluto del personaggio che fu scritta da Stan Lee e disegnata da Steve Ditko con la copertina realizzata da Jack Kirby e inchiostrata sempre da Ditko che fu anche il creatore grafico del costume del personaggio. Vi compaiono come comprimari i Fantastici Quattro e fa il suo ingresso il criminale noto come Camaleonte. Ditko collaborò alla serie fino al n. 38 quando venne sostituito da John Romita Sr. Tra i molti scrittori e disegnatori che si sono susseguiti su Amazing vanno ricordati Gil Kane, Roy Thomas, Gerry Conway, Ross Andru, Roger Stern, John Romita Jr., Tom DeFalco, Ron Frenz, Todd McFarlane, Erik Larsen, Mark Bagley, J.M. DeMatteis, Howard Mackie, J. Michael Straczynski, Mike Deodato jr., Ron Garney e Joe Quesada.
La testata, esordita nel marzo 1963, per anni è stata l'unica testata a presentare regolarmente le storie del personaggio; venne pubblicata fino al 1998 quando venne interrotta con il n. 442 per riprendere da capo la numerazione dal gennaio del 1999 con una nuova serie, The Amazing Spider-Man (Vol. 2); nel 2003 dopo 58 numeri, la serie ha ripreso la vecchia numerazione, considerando nel computo anche i 58 della seconda serie, per poi chiudere definitivamente con il n. 700 nel 2012. La serie venne sostituita dalla nuova testata Superior Spider-Man che venne edita dal 2013 fino al 2014 per 33 numeri;
I numeri 544 e 545 presentarono la prima e l'ultima parte di Soltanto un altro giorno di Staczynski e Quesada (mentre il secondo e il terzo furono pubblicati sull'ultimo numero di Friendly Neighborhood Spider-Man e sull'ultimo numero di Sensational Spider-Man).
- Dal n. 546 sino al n. 647 venne pubblicato con tre uscite mensili, in concomitanza con la saga intitolata Brand New Day (in italiano Un Nuovo Giorno), che vide il ritorno di Peter Parker ad uno status quo pre-matrimoniale.
- Dal n. 648 (gennaio 2011) al n. 700 (dicembre 2012), la serie uscì due volte al mese, con Dan Slott quale unico sceneggiatore dei testi con la collaborazione di Christos Gage, Mark Waid e Christopher Yost. I disegnatori di questo nuovo ciclo furono Humberto Ramos, Stefano Caselli, Marcos Martin e Giuseppe Camuncoli. Il n. 700 è stato il numero conclusivo della serie, nell'ottica del rilancio delle testate pubblicate dalla Marvel Comics, sotto il nome di Marvel NOW!. Alla chiusura della serie seguì la pubblicazione, dal gennaio 2013, della nuova collana The Superior Spider-Man, edita da gennaio 2013 ad agosto 2014.[18] Nel dicembre 2013 la serie è ripresa temporaneamente pubblicando altri cinque volumi numerati da 700.1 a 700.5[19].

### Volume 3 - All New Marvel NOW!
A seguito degli eventi narrati nel cross-over Infinity la Marvel diede il via a una nuova iniziativa editoriale definita All New Marvel NOW! volta a rilanciare molte serie fumettistiche con una nuova numerazione e cambiamento dei formati e nel design. I cambiamenti riguardano anche i team creativi per la maggior parte dei titoli. Nel 2014 esordì la terza serie di The Amazing Spider-Man (Vol. 3) che venne pubblicata fino al 2015 per 28 numeri; nell'aprile 2014 la testata ritorna ancora una volta sotto la gestione di Dan Slott e Humberto Ramos, poi proseguita con i disegni di Ramon Perez per raccontare lo story-arc Learning to Crawl, con le origini rivisitate dell'Uomo Ragno. La testata ha poi raccontato l'evento Spider-Verse, che ha coinvolto numerose altre testate come Scarlet Spiders, Spider-Man 2099 o lo spin off Silk. Nel 2014 la collana prosegue tranquillamente la sua pubblicazione fino all'uscita dell'evento Secret Wars, che ne determina la cancellazione.

### Volume 4 - All-New, All-Different Marvel
Nel 2015 esordì la quarta serie, The Amazing Spider-Man (Vol. 4) all'interno della rilancio editoriale noto come All New All Different Marvel. A seguito degli eventi narrati nella miniserie cross-over Secret Wars la Marvel decise di rilanciare il proprio universo narrativo preservando la continuity ripartendo dall'ultimo numero della serie dal momento prima degli eventi che diedero il via alle Secret Wars. Questo fa parte dell'iniziativa editoriale definita All New All Different Marvel che era volta a rilanciare molte serie fumettistiche con una nuova numerazione. In particolare, il protagonista di Amazing Spider Man è ora a capo di una multinazionale. Il nuovo corso della serie ha debuttato a ottobre 2015 negli Stati Uniti riprendendo da capo la numerazione la quarta volta con storie scritte da Dan Slott e disegnata da Giuseppe Camuncoli. The Amazing Spider-Man (vol. 4) ottiene anche degli episodi speciali curati da Jose Molina e dà vita all'evento The Clone Conspiracy. Dopo i cinque albi speciali de Il Complotto dei Cloni, la testata prosegue la sua numerazione dal n. 25, uscita speciale che vede il subentro di Stuart Immonen alle matite. Da dicembre 2017 la numerazione riprende quella dei volumi precedenti, continuando dal n. 789 e concludendosi con il n. 800 a luglio 2018.

### Volume 5
La quinta serie esordisce a settembre 2018 scritta da Nick Spencer.

### Volume 6
Nel gennaio del 2022 viene annunciato che Zeb Wells e Jonh Romita Jr. avrebbero lavorato al rilancio di The Amazing Spider-Man, portando i volumi del titolo fino al suo sessantesimo numero. La serie inizia così nell'aprile del 2022.

## Edizioni italiane

Copertina di un numero dell'edizione Panini Comics di Amazing Spider-Man

### Storie inedite
Le storie dell'Uomo Ragno comparse su Amazing Spider-Man sono state pubblicate tradotte in italiano a partire dal 1970 da diversi editori fra i quali i principali sono stati l'Editoriale Corno (anni settanta - anni ottanta) principalmente con la testata L'Uomo Ragno, la Star Comics (anni ottanta - anni novanta) e la Marvel Italia/Panini Comics (dagli anni novanta in poi) che hanno pubblicato varie testate incentrate sul personaggio la principale delle quali ha esordito nel 1987 edita dalla Star Comics come L'Uomo Ragno, per poi divenire, dopo il passaggio alla Marvel Italia, Spider-Man, e poi. La Marvel Italia subentrò alla Star Comics nella pubblicazione della sua collana della quale continuò la numerazione dal n. 141 fino al n. 600 contenente il n. 700 della serie americana diventando anche la testata italiana più longeva dedicata al personaggio; dal n. 489 la testata cambia titolo in Spider-Man mantenendo la numerazione originale; dal n. 650 la serie inizia a pubblicare Amazing Spider-Man (vol. 4) ricominciando la numerazione da capo che viene mantenuta per 48 numeri quando con il successivo riprende la numerazione iniziata nel 1987 con il n. 698.

### Ristampe
Sono state pubblicate molte ristampe delle storie principali. Di particolare pregio sono i Marvel Masterworks la cui prima edizione italiana fu della Comic Art (con il titolo Grandi Eroi Marvel) nei primi anni novanta, mentre è a cura della Panini Comics una nuova edizione (più fedele all'originale) incominciata nel 2007. Dal settembre 2004 all'aprile 2010 la Panini Comics ha ristampato le storie di Amazing Spider-Man dal nº1 sino al n. 128 nella collana Spider-Man Collection; nel 2016 esordisce una seconda serie omonima che ripropone una selezione delle migliori storie del personaggio.